# Polska na Młodzieżowych Mistrzostwach Europy w Lekkoatletyce 1999
Polska na Młodzieżowych Mistrzostwach Europy w Lekkoatletyce 1999 – reprezentacja Polski podczas drugiej edycji czempionatu Starego Kontynentu dla zawodników do lat 23 zdobyła 10 medali w tym cztery złote.

## Rezultaty

### Mężczyźni
- bieg na 100 metrów
  - Marcin Nowak zajął 2. miejsce
  - Adam Forgheim zajął. 7. miejsce
  - Leszek Dyja odpadł w półfinale
- bieg na 400 metrów
  - Piotr Haczek zajął 1. miejsce
  - Piotr Długosielski odpadł w półfinale
  - Michał Węglarski odpadł w półfinale
- bieg na 800 metrów
  - Paweł Czapiewski zajął 3. miejsce
  - Wojciech Kałdowski zajął 8. miejsce
- bieg na 1500 metrów
  - Grzegorz Kujawski odpadł w eliminacjach
  - Robert Neryng odpadł w eliminacjach
- Bieg na 110 metrów przez płotki
  - Tomasz Ścigaczewski zajął 1. miejsce
  - Marcin Kuszewski zajął 8. miejsce (dyskwalifikacja)
- bieg na 400 metrów przez płotki
  - Tomasz Rudnik zajął 5. miejsce
- bieg na 3000 metrów z przeszkodami
  - Marcin Grzegorzewski odpadł w eliminacjach
  - Michał Kaczmarek odpadł w eliminacjach
- sztafeta 4 × 100 metrów
  - Adam Forgheim, Tomasz Kondratowicz, Leszek Dyja i Marcin Nowak odpadli w półfinale
- sztafeta 4 × 400 metrów
  - Michał Węglarski, Piotr Długosielski, Mariusz Bizoń i Piotr Haczek  zajęli 2. miejsce
- skok wzwyż
  - Dawid Jaworski zajął 7.-8. miejsce
  - Marcin Kaczocha zajął 10.-12. miejsce
  - Paweł Gulcz zajął 13. miejsce
- skok w dal
  - Grzegorz Marciniszyn zajął 4. miejsce
- pchnięcie kulą
  - Mirosław Dec zajął 11. miejsce
  - Leszek Śliwa odpadł w kwalifikacjach
- rzut młotem
  - Maciej Pałyszko zajął 3. miejsce
  - Michał Kozłowski odpadł w kwalifikacjach

### Kobiety
- bieg na 100 metrów
  - Irena Sznajder zajęła 7. miejsce
  - Agnieszka Rysiukiewicz odpadła w eliminacjach
- bieg na 400 metrów
  - Grażyna Prokopek zajęła 3. miejsce
- bieg na 800 metrów
  - Aleksandra Dereń zajęła 6. miejsce
- bieg na 1500 metrów
  - Lidia Chojecka zajęła 1. miejsce
- bieg na 100 metrów przez płotki
  - Agnieszka Karaczun zajęła 1. miejsce
- bieg na 400 metrów przez płotki
  - Aleksandra Pielużek zajęła 7. miejsce
  - Anna Olichwierczuk odpadła w eliminacjach
- sztafeta 4 × 100 metrów
  - Monika Długa, Irena Sznajder, Agnieszka Rysiukiewicz i Magdalena Haszczyc zajęły 3. miejsce
- sztafeta 4 × 400 metrów
  - Aleksandra Pielużek, Aleksandra Dereń, Anna Olichwierczuk i Grażyna Prokopek zajęły 4. miejsce
- skok wzwyż
  - Agnieszka Giedrojć-Juraha zajęła 6.-8. miejsce
- skok w dal
  - Edyta Sibiga zajęła 12. miejsce
- rzut młotem
  - Agnieszka Pogroszewska zajęła 6. miejsce